# Philactinoposthia viridorhabditis
Philactinoposthia viridorhabditis är en plattmaskart som beskrevs av Jürgen Dörjes 1968. Philactinoposthia viridorhabditis ingår i släktet Philactinoposthia och familjen Actinoposthiidae. Inga underarter finns listade i Catalogue of Life.